# Dichromanthus yucundaa
Dichromanthus yucundaa är en orkidéart som beskrevs av Gerardo A. Salazar och García-mend. Dichromanthus yucundaa ingår i släktet Dichromanthus och familjen orkidéer. Inga underarter finns listade i Catalogue of Life.